# Alexij (Zamarajev)
Alexij (světským jménem: Anatolij Alexandrovič Zamarajev; 6. července 1855 – 18. dubna 1927, Simferopol) byl ruský duchovní Ruské pravoslavné církve a renovační metropolita simferopolský a krymský.

## Život
Narodil se 6. července 1855 ve Vologdské gubernii v rodině kněze.
Roku 1872 dokončil Nikolské duchovní učiliště a roku 1878 Vologdský duchovní seminář. Následně pokračoval ve studiu na Moskevské duchovní akademii.
Dne 22. listopadu 1883 se stal učitelem na Pošechonském duchovním učilišti.
Dne 31. března 1885 byl rukopoložen na jereje. Dne 30. dubna byl jmenován představeným chrámu svatého Alexandra Něvského při ženském gymnázium v Jekatěrinoslavi. Zde působil také jako učitel Zákona Božího.
Dne 1. července 1886 se stal učitelem Zákona Božího Vologdského mužského gymnázia a učiliště. Následně učil v dětském domově.
Dne 31. prosince 1887 mu bylo uděleno právo nosit nabedrennik, 13. května 1891 fialovou skufii a 12. dubna 1895 kamilaukion.
Byl zařazen mezi vojenské a námořní duchovenstvo. Od 20. dubna 1898 působil jako kněz dělostřeleckých jednotek a institucí Moskevského vojenského okruhu.
Dne 8. dubna 1901 se stal duchovním chrámu Nejsvětější Trojice 6. tavrického pluku granátníků. Dne 13. dubna 1901 mu byl udělen náprsní kříž Svatého synodu.
Dne 12. února 1903 byl jmenován knězem chrámu svatého Alexandra Něvského v námořní nemocnici v Petrohradu. Následně působil v různých chrámech vojenských pluků. Dne 7. dubna 1905 byl povýšen na protojereje.
Ovdověl a 28. května 1911 byl propuštěn z vojenské služby.
Dne 13. září 1911 byl zapsán do Kornilievo-Komelského monastýru. Dne 17. března 1912 byl postřižen na monacha se jménem Alexij.
Dne 21. září 1912 se stal profesorem komparativní teologie a historie na Oloněckém duchovním semináři. Od 15. ledna 1913 vykonával funkci druhého pomocného inspektora semináře.
Dne 4. dubna 1913 byl jmenován správcem Sevského duchovního učiliště.
Dne 13. října 1915 byl ustanoven blagočinným monastýrů orelské eparchie a 17. listopadu 1917 byl povýšen na archimandritu.
Roku 1918 se stal představeným Svenského monastýru.
Dne 9. září 1921 byl rukopoložen na biskupa běžeckého a vikáře tverské eparchie.
Roku 1922 vstoupil k renovacionistům. Stal se dočasným správcem brjanské renovační eparchie.
Dne 21. srpna 1923 byl jmenován biskupem brjanským a běžickým s povýšením na arcibiskupa.
Dne 25. června 1924 byl ustanoven arcibiskupem kalužským a borovským a 9. prosince 1924 arcibiskupem tavrickým a simferopolským. Roku 1925 byl povýšen na metropolitu.
Dne 23. června 1925 se stal metropolitou simferopolským a krymským a 25. prosince 1925 předsedou Krymské metropolitní správy.
V říjnu 1926 byl jmenován metropolitou tverským, ale jmenování odmítl.
Zemřel 18. dubna 1927. Byl pohřben byl v chrámu svatého Alexandra Něvského v Simferopolu. Dne 19. září 1930  bylo tělo přeneseno na nový městský hřbitov.